# Tombes étrusques de la via del Bargellino
Les Tombes étrusques de la via del Bargellino (en italien : Tombe etrusche di via del Bargellino) sont un site archéologique étrusque situé à Fiesole dans la ville métropolitaine de Florence, en Toscane,.

## Historique
Ce sont les seuls témoignages connus de la nécropole qui entourait l'ancienne Fiesole juste à l'extérieur des murailles. Il s'agit de deux environnements de chambres rectangulaires, datant du IIIe ou IIe siècle av. J.-C. et utilisés jusqu'à la fin de l'ère impériale et au-delà, comme le démontrent certaines découvertes faites dans les niveaux les plus élevés des fouilles.
Les deux tombes sont construites avec de grands blocs carrés de calcaire. Le premier, plus petit, est creusé dans la différence de niveau de la roche, tandis que l'autre présente un portail d'accès en architrave, devant lequel existe encore la grande pierre de fermeture, et un compartiment à gradins, sur lequel se trouvent les urnes cinéraires et les offrandes funéraires. Les découvertes liées aux fouilles, datant du Ier siècle apr. J.-C., sont conservées au Site archéologique de Fiesole.

## Galerie

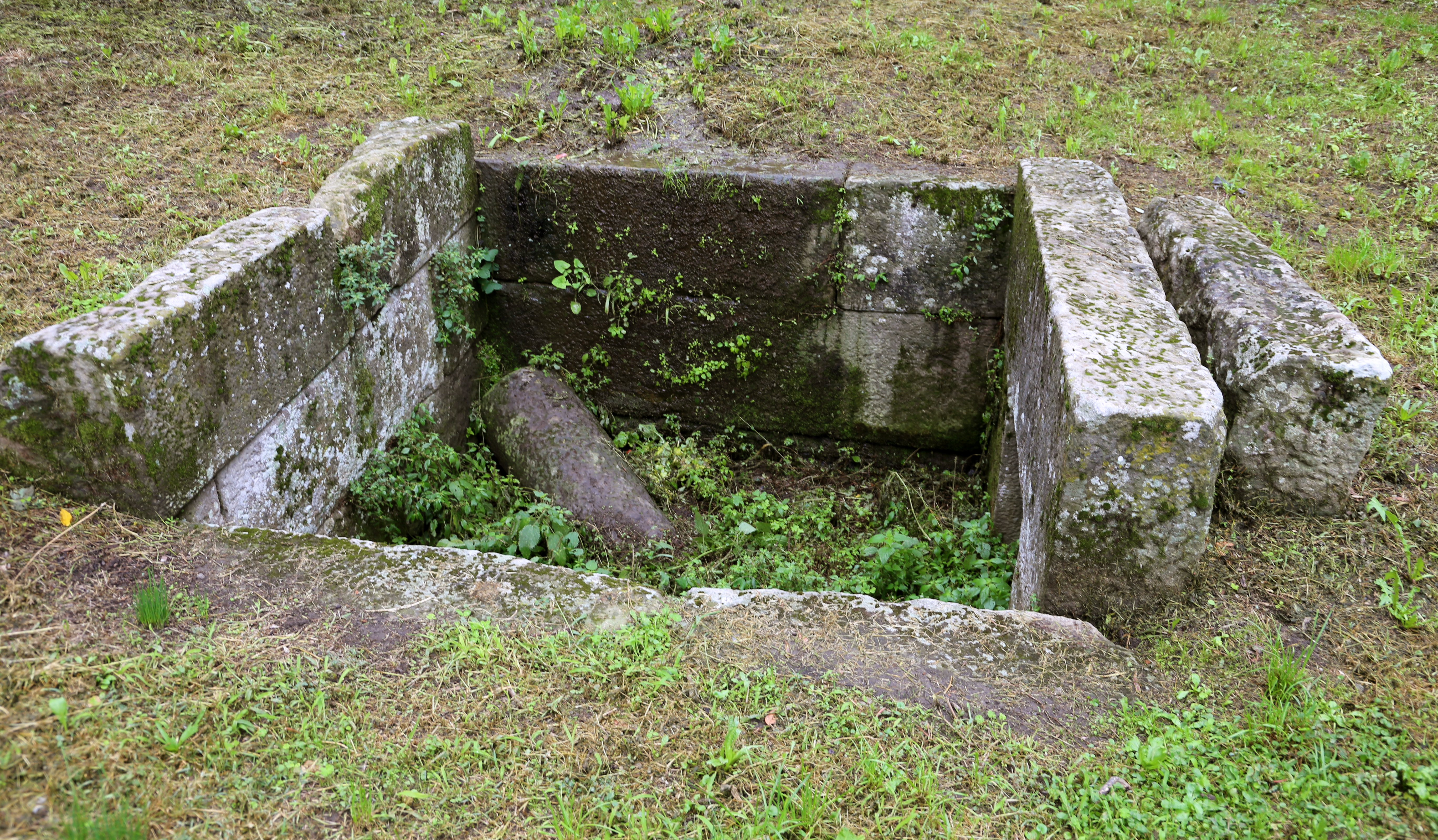
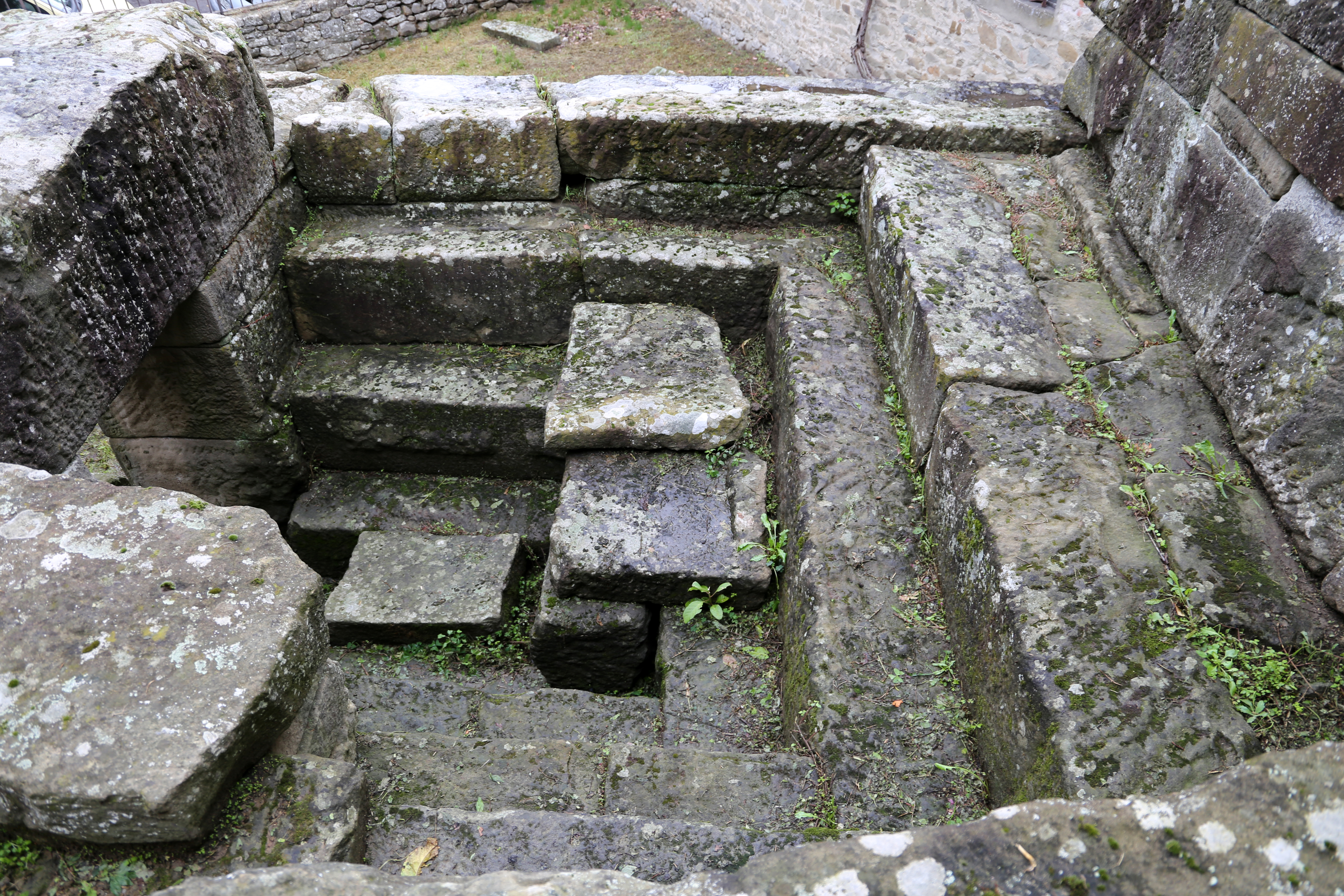
Laseconde tombe